# Ligota Wołczyńska
Ligota Wołczyńska (niem. Konstadt-Ellguth)– wieś w Polsce położona w województwie opolskim, w powiecie kluczborskim, w gminie Wołczyn.
W latach 1975–1998 miejscowość administracyjnie należała do ówczesnego województwa opolskiego.

## Nazwa
Topograficzny podręcznik Górnego Śląska z 1865 roku notuje miejscowość pod polską nazwą Ligota wołczinska oraz pod niemiecką nazwą Ellguth-Constadt. Jako właścicieli wymienia rodzinę Posadowskich.